# Mīr Moḩammadī
Mīr Moḩammadī (persiska: میر محمدی, Mīr Moḩammad) är en ort i Iran.   Den ligger i provinsen Khorasan, i den nordöstra delen av landet, 700 km öster om huvudstaden Teheran. Mīr Moḩammadī ligger 1 819 meter över havet och antalet invånare är 188.
Terrängen runt Mīr Moḩammadī är kuperad åt sydost, men åt nordväst är den platt. Runt Mīr Moḩammadī är det ganska glesbefolkat, med 25 invånare per kvadratkilometer. Närmaste större samhälle är Sar Dasht, 8,8 km nordost om Mīr Moḩammadī. Trakten runt Mīr Moḩammadī består i huvudsak av gräsmarker.